# Zinner (Mondkrater)
Zinner ist ein kleiner Einschlagkrater im Oceanus Procellarum nördlich des Kraters Schiaparelli. Er liegt auf einem geraden Strahl, der vom Krater Seleucus aus nach Nordosten verläuft. Im Nordwesten ist der wenig größere Krater Golgi gelegen. Östlich erstreckt sich der Meeresrücken der Dorsa Burnet.
Zinner ist kreisrund und tassenförmig und weist im Verhältnis zum ihn umgebenden Mare eine sehr hohe Albedo auf.
Ehe er 1973 durch die Internationale Astronomische Union (IAU) seine eigene Bezeichnung bekam, war er als 'Schiaparelli B' bekannt.